# Dina Asher-Smith
Geraldina „Dina“ Rachel Asher-Smith, MBE (* 4. Dezember 1995 in Orpington, London) ist eine britische Sprinterin. Sie hält die britischen Rekorde über 100 und 200 Meter und wurde 2019 Weltmeisterin über 200 Meter. Zudem gewann sie mit der britischen 4-mal-100-Meter-Staffel 2016 und 2020 die Bronzemedaille bei den Olympischen Spielen sowie 2024 eine Silbermedaille. Zudem gewann sie zahlreiche weitere Medaillen bei internationalen Meisterschaften, darunter sechs Europameistertitel, und zählt damit zu den erfolgreichsten Leichtathletinnen ihres Landes.

## Sportliche Laufbahn
Erste internationale Erfahrungen sammelte Dina Asher-Smith beim Europäischen Olympischen Jugendfestival 2011 in Trabzon, bei dem sie im Finale des 200-Meter-Laufs disqualifiziert wurde. Anschließend siegte sie bei den Commonwealth Youth Games in Douglas in 24,30 s. Im Jahr darauf belegte sie bei den Juniorenweltmeisterschaften in Barcelona in 23,50 s den siebten Platz und kam mit der britischen 4-mal-100-Meter-Staffel nicht ins Ziel. 2013 siegte sie bei den Junioreneuropameisterschaften in Rieti in 23,29 s im Einzelbewerb sowie in 43,81 s auch mit der Staffel. Sie erhielt damit einen Startplatz in der Staffel für die Weltmeisterschaften in Moskau, bei denen sie in 42,87 s die Bronzemedaille hinter Jamaika und den Vereinigten Staaten gewann. Im Juli 2014 siegte sie bei den Juniorenweltmeisterschaften in Eugene in 11,23 s im 100-Meter-Lauf. Ebenfalls qualifizierte sie sich über 200 Meter für die Europameisterschaften in Zürich, bei denen sie ihren Finallauf aber nicht beenden konnte. Bei den Halleneuropameisterschaften in Prag 2015 gewann sie in 7,08 s die Silbermedaille im 60-Meter-Lauf hinter der Niederländerin Dafne Schippers. Über 200 Meter qualifizierte sie sich für die Weltmeisterschaften in Peking und wurde mit neuem britischen Rekord von 22,07 s im Finale Fünfte. Zudem belegte sie mit der britischen Stafette in 42,10 s Rang vier. 2016 nahm sie an den Hallenweltmeisterschaften in Portland teil und erreichte dort auch das Finale über 60 Meter, trat dort aber nicht erneut an. Bei den Europameisterschaften in Amsterdam kürte sie sich in 22,37 s erstmals zur Europameisterin im 200-Meter-Lauf. Zudem gewann sie mit der britischen Staffel in 42,45 s die Silbermedaille hinter den Niederländerinnen. Sie qualifizierte sich damit auch für die Olympischen Spiele in Rio de Janeiro, bei denen sie in 22,31 s im Finale auf Rang fünf einlief. Mit der Staffel in der Besetzung Asha Philip, Desirèe Henry, Asher-Smith und Daryll Neita gewann sie mit neuem britischen Rekord von 41,77 s die Bronzemedaille hinter den Vereinigten Staaten und Jamaika.
Bei den Heimweltmeisterschaften in London belegte sie mit 22,22 s den vierten Platz und gewann mit der Staffel in 42,12 s die Silbermedaille hinter den US-Amerikanerinnen. 2018 nahm sie erstmals an den Commonwealth Games im australischen Gold Coast teil und gewann dort in 22,29 s die Bronzemedaille im 200-Meter-Lauf und siegte mit der Staffel mit der englischen Rekordzeit von 42,46 s. Bei den Europameisterschaften in Berlin gewann die 22-Jährige über 100 Meter (10,85 s, nationaler Rekord), 200 Meter (21,89 s, nationaler Rekord) und über 4-mal 100 Meter die Goldmedaille. Anschließend wurde sie mit der Staffel und im 100-Meter-Lauf Zweite beim Continentalcup in Ostrava. Im Jahr darauf gelangte sie bei den Weltmeisterschaften in Doha über 100 Meter bis in das Finale und gewann dort mit neuem britischen Rekord von 10,83 s die Silbermedaille hinter der Jamaikanerin Shelly-Ann Fraser-Pryce. Nur drei Tage später siegte sie überlegen über 200 Meter mit neuem britischen Rekord von 21,88 s. Gegen Ende der Meisterschaften sicherte sie sich zudem mit der britischen Staffel in 41,85 s die Silbermedaille hinter Jamaika. Bei den wegen der COVID-19-Pandemie verschobenen Olympischen Spielen in Tokio startete sie im Juli 2021 über 100 Meter und erreichte das Halbfinale, in dem sie mit 11,05 s den Einzug ins Finale knapp verpasste. Anschließend sagte sie ihre Teilnahme an den 200-Meter-Läufen ab, um sich für die Staffel zu schonen, und offenbarte, dass sie sich bei ihrem Sieg bei den Britischen Meisterschaften am 26. Juni eine Verletzung der rückseitigen Oberschenkelmuskulatur zugezogen hatte, aufgrund derer ihre Teilnahme an Olympia lange ungewiss gewesen sei. Mit der 4-mal-100-Meter-Staffel gewann sie zusammen mit Asha Philip, Imani Lansiquot und Daryll Neita wie schon 2016 in Rio de Janeiro die Bronzemedaille hinter Jamaika und den Vereinigten Staaten. Anschließend wurde sie beim Prefontaine Classic in 22,19 s Dritte über 200 m und beim Meeting de Paris lief sie nach 11,06 s als Dritte über 100 Meter ins Ziel. Kurz darauf wurde sie beim Memorial Van Damme mit Saisonbestleistung von 22,04 s Dritte über 200 Meter.
2022 wurde sie bei der Doha Diamond League in 22,37 s Dritte über 200 Meter und anschließend siegte sie in 11,11 s über 100 Meter beim British Grand Prix, ehe sie der Golden Gala Pietro Mennea in 22,27 s erneut Dritte über 200 Meter wurde. Anschließend siegte sie in 22,37 s beim Bauhaus-Galan und startete dann bei den Weltmeisterschaften in Eugene. Dort egalisierte sie im Finale über 100 Meter den britischen Rekord von 10,83 s und wurde damit hinter den Jamaikanerinnen Shelly-Ann Fraser-Pryce, Shericka Jackson und Elaine Thompson-Herah Vierte. Über 200 Meter gewann sie dann in 22,02 s im Finale hinter Shericka Jackson und Shelly-Ann Fraser-Pryce die Bronzemedaille. Im Staffelbewerb verletzte sie sich als dritte Läuferin auf Bronzekurs liegend und konnte den Staffelstab nur noch mit großer Verspätung übergeben, so dass die britische Staffel keine Medaillenchancen mehr hatte. Aufgrund der Verletzung musste sie ihre Teilnahme an den Commonwealth Games in Birmingham absagen. Im August erreichte sie bei den Europameisterschaften in München das Finale über 100 Meter und belegte dort verletzungsbedingt den achten Platz. Über 200 Meter gewann sie aber in 22,43 s die Silbermedaille hinter der Schweizerin Mujinga Kambundji. Zudem kam sie mit der 4-mal-100-Meter-Staffel nicht ins Ziel. Im Jahr darauf verbesserte sie den britischen Hallenrekord über 60 Meter auf 7,03 s und im Mai wurde sie bei der Doha Diamond League in 10,98 s Dritte über 100 Meter. Im Juli gelangte sie bei der Bauhaus-Galan mit 22,58 s auf den zweiten Platz über 200 Meter und wurde dann beim Herculis in 22,23 s Dritte. Zudem wurde sie bei der London Diamond League in 10,85 s Zweite über 100 Meter. Im August erreichte sie bei den Weltmeisterschaften in Budapest das Finale über 100 Meter und belegte dort in 11,00 s den achten Platz und über 200 Meter gelangte sie mit 22,34 s im Finale auf den siebten Platz. 2024 wurde sie beim Prefontaine Classic in 10,98 s Dritte und im Juni siegte sie in 10,99 s bei den Europameisterschaften in Rom. Zudem siegte sie in 41,91 s gemeinsam mit Desirèe Henry, Amy Hunt und Deryll Neita die Goldmedaille. Im Juli wurde sie beim Herculis in 10,99 s Dritte über 100 Meter und beim London Athletics Meet wurde sie in 22,07 s Dritte über 200 Meter. Im August schied sie bei den Olympischen Spielen in Paris mit 11,10 s im Halbfinale über 100 Meter aus und belegte über 200 Meter in 22,22 s im Finale den vierten Platz. Zudem gewann sie im Staffelbewerb in 41,85 s gemeinsam mit Imani Lansiquot, Amy Hunt und Daryll Neita die Silbermedaille hinter dem US-amerikanischen Team. Anschließend siegte sie in 10,88 s über 100 Meter bei der Athletissima und wurde bei Weltklasse Zürich in 10,89 s Dritte. Zum Saisonabschluss wurde sie beim Memorial Van Damme in 10,92 s Zweite über 100 Meter.
In den Jahren 2015, 2018 sowie 2019 und 2021 wurde Asher-Smith Britische Meisterin im 100-Meter-Lauf sowie 2016 und 2024 über 200 Meter. In der Halle sicherte sie sich 2014 den Meistertitel über 200 Meter und 2015 im 60-Meter-Lauf. Sie absolvierte ein Studium am King’s College London. 2018 wurde sie zur Europäischen Leichtathletin des Jahres gekürt.
2025 wurde sie für ihre Verdienste um die Leichtathletik zum Member des Order of the British Empire (MBE) ernannt.

## Persönliche Bestzeiten
- 100 Meter: 10,83 s (+0,1 m/s), 29. September 2019 in Doha (britischer Rekord)
  - 60 Meter (Halle): 7,03 s, 25. Februar 2023 in Birmingham
- 200 Meter: 21,88 s (+0,9 m/s), 2. Oktober 2019 in Doha (britischer Rekord)
  - 200 Meter (Halle): 23,15 s, 2. März 2014 in Sheffield